# Autocar (magazine)
Autocar est un magazine hebdomadaire britannique traitant d'automobile, publié par Haymarket Automobile Publications Ltd. Fondé en 1895, il se considère comme « le plus vieux magazine automobile du monde » [encore en activité]. Il y a maintenant plusieurs éditions internationales, y compris pour la Chine, l'Inde, la Nouvelle-Zélande et l'Afrique du Sud.

## Histoire

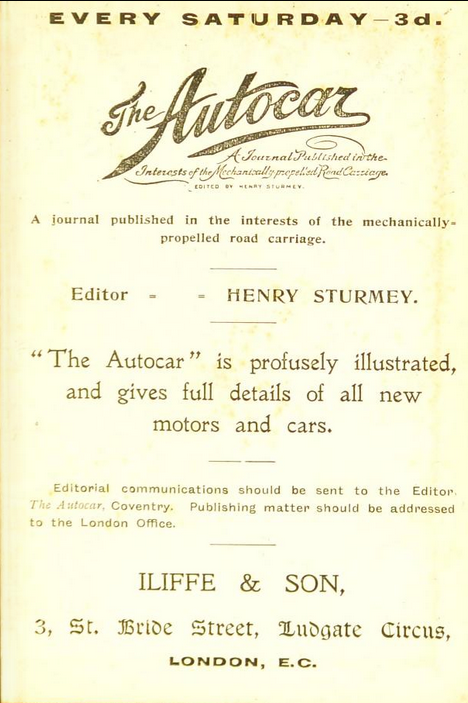
Publicité pour The Autocar (1897).

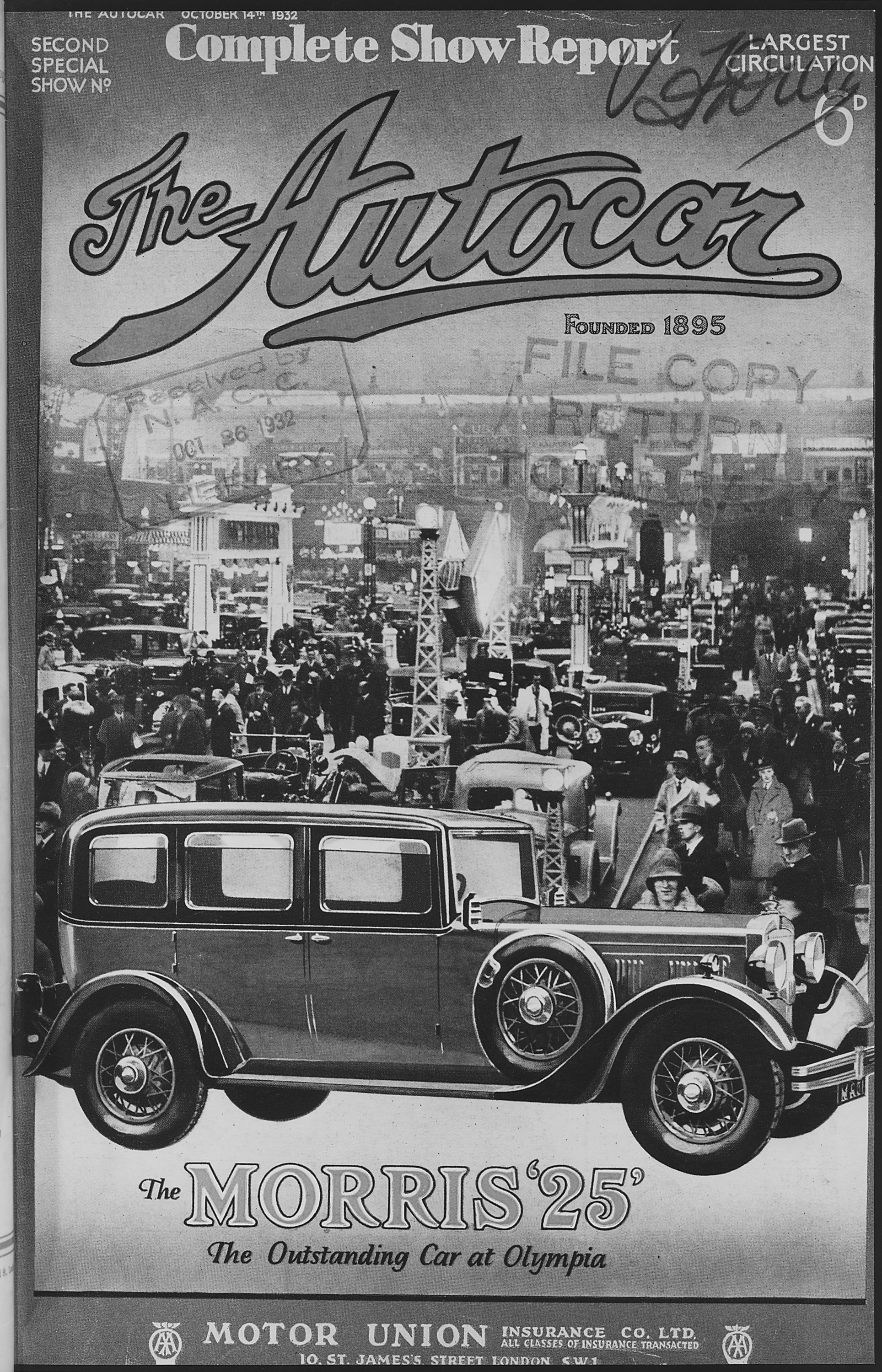
Une du 14 octobre 1932.

Le lancement de The Autocar remonte au 2 décembre 1895, sous l'impulsion de l'ingénieur britannique et grand amateur de cyclisme Henry Sturmey (en), associé à l'éditeur de presse Iliffe and Son Ltd, « dans l'intérêt du transport routier à propulsion mécanique », alors qu'on estime qu'il n'y avait, à cette époque, que six ou sept automobiles dans tout le Royaume-Uni. Dans son livre, Drive On! L. J. K. Setright suggère que le magazine a été mis en place par Sturmey avant tout comme support promotionnelle de l'entreprise de Harry J. Lawson, fondateur de la Daimler Motor Company et lui-même collaborateur du magazine à ses débuts. Sturmey, nommé rédacteur en chef du magazine, quitte son poste en 1901, après une série de blessures lors de courses cyclistes. Dans l'histoire des magazines consacrés à cette invention, le précède La Locomotion automobile fondée en décembre 1894 par le Touring-Club de France.
Autocar revendique avoir inventé l'essai routier en 1928, année où il a analysé l'Austin 7 durant le salon automobile Gordon England Sunshine. Autocar a été publiée une fois par semaine tout au long de sa vie, uniquement interrompu par les grèves des années 1970. En 1988, il a absorbé son concurrent The Motor également fondé par Sturmey et édité par Temple Press Ltd, le 28 janvier 1903, s'appelant brièvement Autocar & Motor, avant de revenir à Autocar. Le magazine a marqué de nombreuses premières dans son histoire, y compris les premiers essais sur route complets et des tests de performances indépendants  des Jaguar XJ220, McLaren F1, et Porsche 911 GT1. Il a également été le premier magazine à produire des chiffres de performance enregistrés de façon indépendante pour la Bugatti Veyron, qui ont été publiés le 31 mai 2006.

## Articles réguliers
- News – comprend des photographies "scoop" et des informations sur des futurs modèles encore secrets.
- First drives - brefs essais sur route de nouveaux modèles.
- Groupe tests - analyse la façon dont un modèle est à comparer à ses rivaux
- Motorsport – sommaire d'informations sur les courses, principalement la Formule 1 et les rallye.
- Des essais sur route – test en profondeur et analyse d'un nouveau modèle, par numéro. Dans le numéro la plus proche de Noël, Autocar publie traditionnellement un "road test" d'un véhicule plus inhabituel. Ceux-ci ont inclus des tests de New Routemaster, HMS Ark Royal, du Concorde, et le HMS Diamond.
- Nouvelles de Voitures d'occasion
- Essais à Long terme d'une voiture
- données de Nouvelles voitures

## Rédacteurs
Dans les années 1950, le rédacteur sportif du magazine, John Cooper, utilisa des pièces Cooper T11 pour créer la Cooper-Alta.
Parmi les anciens rédacteurs d'Autocar on compte Russell Bulgin, Chris Harris, et le présentateur de Top Gear James may.
Les rédacteurs actuels d'Autocar incluent Richard Bremner, le journaliste de Formule 1 Joe Saward, l'expert en voitures d'occasion James Ruppert, et le Rédacteur-en-Chef Steve Cropley.
L'actuel rédacteur en chef est Matt Burt.

## Éditions internationales
Autocar a été concédée sous licence à des éditeurs à travers le monde et est maintenant publié dans 16 pays en dehors du Royaume-Uni, y compris la Chine, l'Inde, l'Indonésie, le Japon, la Malaisie et le Vietnam.

## Prix de vente
Le prix originel de vente était de 3 pence.
En 1952, Autocar était vendu au détail pour un shilling, soit l'équivalent de cinq pence en monnaie Britannique post-décimalisation. En 1968, le prix d'Autocar est passé de deux shillings à deux shillings et six pence (équivalent à une augmentation post-décimalisation de dix pence à douze pence et demie).
En 1972, le prix a été multiplié par cinq au cours de deux décennies depuis 1952, passant à 25 pence.
En 1992, le prix au numéro était de 1,25 £. En juin 2016, le magazine se vendait 3,80 £.